# Van den Blocke (Künstlerfamilie)
Von dem Block bzw. vom Block (flämisch van den Blocke) war eine flämischstämmige Familie von Bildhauern, Architekten, Malern und anderen Personen, die im 16. und 17. Jahrhundert vor allem in Danzig, aber auch in Amsterdam, Königsberg und an anderen Orten tätig war.

## Geschichte
Die ältesten Erwähnungen von Personen mit dem Namen van den Blocke sind aus dem 14. Jahrhundert in Flandern bekannt.
Die Bildhauer Aegidius und Willem van den Blocke wanderten um 1565 aus Mechelen nach Osten aus, möglicherweise aus religiösen Gründen (Mennoniten). Aegidius kam als erster nach Danzig, Willem folgte einige Jahre später. Dort wurde er zu einem bedeutenden und prägenden Bildhauer und Architekten. Auch sein Sohn Abraham schuf dort bedeutende Werke. Weitere Familienmitglieder waren als Bildhauer, Maler, Zimmerleute und in anderen Berufen tätig.
In Danzig war ausschließlich die deutsche Namensform vom Block oder von dem Block gebräuchlich.

## Stammliste
1. Francen van den Blocke (Frans, François; um 1520/30–nach 1572), in Mechelen, Flandern als Bildschnitzer von 1549 bis 1572, verheiratet mit  Ursula
  1. Willem van den Blocke (Wilhelm von dem Block; * um 1547 in Flandern (Mechelen?); † 18. Januar  1628 in Danzig), bedeutender Bildhauer und Architekt, ab 1569 in Königsberg, 1581–1583 in Wartenburg im Ermland (Ostpreußen), 1584 in Weißenburg in Siebenbürgen und ab 1584 in Danzig
verheiratet mit Dorothea Wolff, mindestens sieben Kinder
    1. Abraham van den Blocke (* 1572 in Königsberg; † 31. Januar 1628 in Danzig), Bildhauer und Architekt
    2. Isaak von dem Block (* um 1575 in Königsberg; † 28. Januar 1628 in Danzig), Maler
    3. Jakob von dem Block (* 1576/1577 in Königsberg; † 1653 in Danzig) Stadtzimmermann von Danzig.
    4. David von dem Block, Maler
    5. sowie Katharina, Susanna und einer weiteren Tochter unbekannten Namens;
2. Aegidius van den Blocke (Gilles), Bildschnitzer in Mechelen (1560–1562) und Danzig (1573)
  1. (vermutet) Franz von den Block, 1⚭ Elisabeth (Else), fünf Kinder Anna, Anna, Samuel, Margarete und Susanna
  2. (vermutet) Philippus von den Block
    1. Hans von den Block